# スモーキン・ビリー
「スモーキン・ビリー」（Smokin' Billy）は、日本のロックバンド、thee michelle gun elephantの10thシングル。1998年11月3日、日本コロムビアより発売。

## 解説
- 前作より2か月ぶりのリリース。アルバム『GEAR BLUES』先行シングルとなった。
- 今作からバンドの表記が小文字の「thee michelle gun elephant」から、大文字の「THEE MICHELLE GUN ELEPHANT」に変わった。

## 収録曲
1. スモーキン・ビリー SMOKIN' BILLY (3:26)
2. ジェニー JENNY (3:22)
オリジナル・アルバム未収録（海外版ギヤ・ブルーズには収録）ではあるが、ライブでは「ダニー・ゴー」同様終盤に歌われる事が多かった。後にベストアルバム『TMGE 106』に収録。

全作詞：チバユウスケ 作曲・編曲：thee michelle gun elephant